# إذن لقد تزوجت معجبتي الكارهة
إذن لقد تزوجت معجبتي الكارهة (بالكورية: 그래서 나는 안티팬과 결혼했다) مسلسل تلفزيوني كوري جنوبي صدر عام 2021 من بطولة تشوي تاي جون وسويونغ وهوانغ تشان سونغ وهان جي آن وكيم مين كيو. مقتبس من رواية تحمل نفس العنوان صادرة عام 2010 ومقتبسة إلى ويب تون وفيلم صيني.  بُث من 30 أبريل إلى 19 يونيو 2021 على Naver TV، مع البث المتزامن عبر V Live والمنصات العالمية iQIYI وViki وأمازون برايم فيديو في اليابان.

## ملخص
هو جون (تشوي تاي جون) هو نجم شهير في كوريا الجنوبية. لي غيون يونغ (تشوي سو يونغ) تعمل كمراسلة في إحدى المجلات. يحضران معًا ليلة افتتاح أحد النوادي. أثناء تواجدها هناك، تشهد غيون يونغ سلوكًا سيئًا من جون، وبالصدفة تتقيأ عليه. تفقد وظيفتها، وتقتنع بأن جون هو السبب وراء طردها. تبدأ بالتظاهر أمام مكتب إدارة جون، مما يجذب انتباه وسائل الإعلام ويجعلها تُعرف بـ"الكارهة" الخاصة به.
يتواصل معها منتج (وجون) بشأن المشاركة في برنامج تلفزيوني واقعي حول نجم يعيش مع كارهته. عندما يبدأ التصوير، تكون العلاقة بين جون وجيون يونغ متوترة، ثم تتطور مع تعرفهما على بعضهما البعض بشكل أفضل.

## الممثلون
- تشوي تاي جون في دور هو جون، النجم العالمي الشهير. على عكس سلوكه البارد، فهو شخص نقي يحمل ألم حبه الأول.[5]
- سويونغ في دور لي جيون يونغ، مراسلة مجلة تصبح "المعجبة الكارهة رقم 1" لجون بعد أن تعتقد أن حياتها دمرت بسببه.[5]
- هوانغ تشان سونغ في دور جيجي/تشوي جاي جون، رجل أعمال ومدير تنفيذي لوكالة ترفيهية.[6]
- هان جي آن في دور أوه إن هيونغ، المغني الصاعد.
- كيم مين كيو في دور جو سو هوان، صديق جيون يونغ الذي يعمل مصورًا.[7]
- كيم سون هيوك في دور سيو جي هيانغ، مدير جون الذي يعتني به مثل الأخ الأصغر الحقيقي.[8]
- كيم ها كيونغ بدور شين مي جونغ، أفضل صديقة لجيون يونغ منذ المدرسة الابتدائية.[7]
- دونغ هيون باي في دور هان جاي وون، منتج برامج تلفزيونية.[9]
- إم دو يون في دور نو دو يون [10]
- بايك سونغ هيون في دور شين هيونغ، صديق مي جونغ منذ فترة طويلة.[10]
- جي هو سونغ في دور كانغ جي هيوك، أصغر جون الذي يؤمن به ويتبعه مثل أخيه.[11]
- كيم هيونغ مين في دور روي آن، صديق جيون يونغ السابق الذي يعمل طاهٍ.[12]
- كيم مين كيو في دور الرئيس التنفيذي لوكالة جون، شوتينغ ستار.[13]
- يو سيو جين في دور مون هي، رئيسة تحرير شركة جيون يونغ.[14]
- سونغ تشاي يون بدور تشا يو ري، أكبر معجبة لجون في نادي معجبيه.[15]
- بارك دونغ بين في دور جو هاي يون.[16]
- سونغ جي يون كمضيفة طيران.[17]
- سونغ هوون في دور تشوي جاي هي، الأخ الأكبر لـ جيجي.
- جيون سو-مين في دور كيم دا هيون ( Ep. 11) [18]

## الإنتاج والإصدار
«إذن لقد تزوجت معجبتي الكارهة» هو مسلسل تم إنتاجه مسبقًا. أقيمت أول قراءة لنص المسلسل في 20 أغسطس 2018، وبدأ التصوير في نفس الشهر.  
تأخر عرض المسلسل لمدة ثلاث سنوات بسبب صعوبة العثور على شبكة تلفزيونية لبثه. بالإضافة إلى ذلك، بدأ الممثلان الرئيسيان، تشوي تاي جون وهوانغ تشان سونغ، خدمتهما العسكرية بعد فترة وجيزة من انتهاء التصوير، لذا كانت هناك صعوبات محتملة في الأنشطة الترويجية بدونهما.

## روابط خارجية
- إذن لقد تزوجت معجبتي الكارهة على موقع IMDb (الإنجليزية)
- إذن لقد تزوجت معجبتي الكارهة على موقع فيلمافينيتي (الإسبانية)
- إذن لقد تزوجت معجبتي الكارهة على موقع ليتربوكسد (الإنجليزية)
- إذن لقد تزوجت معجبتي الكارهة على موقع كينوبويسك (الروسية)
- إذن لقد تزوجت معجبتي الكارهة على موقع قاعدة بيانات الفيلم (الإنجليزية)
- لذا تزوجت من المعجب المضاد على iQIYI
- لذا تزوجت من المعجب المضاد على فيكي
- إذن لقد تزوجت معجبتي الكارهة على هانسينما